# 化成水库
化成水库是中国四川省巴中市巴州区化成镇境内的一座水库，位于渠江小支流化成河上，建于1960年。水库正常库容为916万立方米，集雨面积为91平方千米，海拔为143.49米。